# Компактное пространство
Компа́ктное простра́нство — определённый тип топологических пространств, обобщающий свойства ограниченности и замкнутости в евклидовых пространствах на произвольные топологические пространства.
В общей топологии компактные пространства по своим свойствам напоминают конечные множества в теории множеств.

## Определение
Компактное пространство — топологическое пространство, в любом покрытии которого открытыми множествами найдётся конечное подпокрытие.
Изначально такое свойство называлось бикомпактностью (этот термин был введён П. С. Александровым и П. С. Урысоном), а в определении компактности использовались счётные открытые покрытия. Впоследствии более общее свойство бикомпактности оказалось более популярным и постепенно стало называться просто компактностью. Сейчас термин «бикомпактность» употребляется в основном лишь топологами школы П. С. Александрова. Для пространств, удовлетворяющих второй аксиоме счётности, первоначальное определение компактности равносильно современному.
Бурбаки и его последователи включают в определение компактности свойство хаусдорфовости пространства.

## Примеры компактных множеств
- Замкнутые ограниченные множества в {\displaystyle \mathbb {R} ^{n}}.
- Конечные подмножества топологических пространств.
- Теорема Асколи — Арцела даёт характеризацию компактных множеств в пространстве {\displaystyle C(X)} вещественных функций на метрическом компактном пространстве {\displaystyle X} с нормой {\displaystyle \|f\|=\sup _{x}|f(x)|}: замыкание множества функций {\displaystyle F} в {\displaystyle C(X)} компактно тогда и только тогда, когда {\displaystyle F} равномерно ограничено и равностепенно непрерывно.
- Пространство Стоуна булевых алгебр.
- Компактификация топологического пространства.

## Связанные определения
- Подмножество топологического пространства T, являющееся в индуцированной T топологии компактным пространством, называется компактным множеством.
- Множество A называется предкомпактным (или компактным относительно T, или строго содержится в T), если его замыкание в T компактно. Обозначение: A {\displaystyle \Subset } T[4][5].
- Пространство называется секвенциально компактным, если из любой последовательности в нём можно выделить сходящуюся подпоследовательность.
- Локально компактное пространство — топологическое пространство, в котором любая точка имеет окрестность, замыкание которой компактно.
- Ограниченно компактное пространство — метрическое пространство, в котором все замкнутые шары компактны.
- Псевдокомпактное пространство — тихоновское пространство, в котором каждая непрерывная вещественная функция ограничена.
- Счётно компактное пространство — топологическое пространство, в любом счётном покрытии которого открытыми множествами найдётся конечное подпокрытие.
- Слабо счётно компактное пространство — топологическое пространство, в котором любое бесконечное множество имеет предельную точку.
- H-замкнутое пространство  — хаусдорфово пространство, замкнутое в любом объемлющем его хаусдорфовом пространстве[6].

Термин «компакт» иногда используется для метризуемого компактного пространства, но иногда просто как синоним к термину «компактное пространство». Также «компакт» иногда используется для хаусдорфова компактного пространства. Далее, мы будем использовать термин «компакт» как синоним к термину «компактное пространство».

## Свойства
- Свойства, равносильные компактности:
  - Топологическое пространство компактно тогда и только тогда, когда каждое центрированное семейство замкнутых множеств, то есть семейство, в котором пересечения конечных подсемейств не пусты, имеет непустое пересечение[8].
  - Топологическое пространство компактно тогда и только тогда, когда каждая направленность в нём имеет предельную точку.
  - Топологическое пространство компактно тогда и только тогда, когда каждый фильтр в нём имеет предельную точку.
  - Топологическое пространство компактно тогда и только тогда, когда каждый ультрафильтр сходится по крайней мере к одной точке.
  - Топологическое пространство {\displaystyle X} компактно тогда и только тогда, когда в нём всякое бесконечное подмножество имеет хотя бы одну точку полного накопления в {\displaystyle X}.
- Другие общие свойства:
  - Для любого непрерывного отображения образ компакта — компакт.
  - Теорема Вейерштрасса. Любая непрерывная вещественная функция на компактном пространстве ограниченна и достигает своих наибольших и наименьших значений.
  - Замкнутое подмножество компакта компактно.
  - Компактное подмножество хаусдорфова пространства замкнуто.
  - Компактное хаусдорфово пространство нормально.
  - Хаусдорфово пространство компактно тогда и только тогда, когда оно регулярно и H-замкнуто[6].
  - Хаусдорфово пространство компактно тогда и только тогда, когда каждое его замкнутое подмножество H-замкнуто[6].
  - Теорема Тихонова: произведение произвольного (необязательно конечного) множества компактных множеств (с топологией произведения) компактно.
  - Любое непрерывное взаимно однозначное отображение компакта в хаусдорфово пространство является гомеоморфизмом.
  - Компактные множества «ведут себя как точки»[9]. Например: в хаусдорфовом пространстве любые два непересекающиеся компактных множества обладают непересекающимися окрестностями, в регулярном пространстве любые непересекающиеся компактное и замкнутое множества обладают непересекающимися окрестностями, в тихоновском пространстве любые непересекающиеся компактное и замкнутое множества функционально отделимы.
  - Каждое конечное топологическое пространство компактно.
- Свойства компактных метрических пространств:
  - Метрическое пространство компактно тогда и только тогда, когда любая последовательность точек в нём содержит сходящуюся подпоследовательность.
  - Теорема Хаусдорфа о компактности даёт необходимые и достаточные условия компактности множества в метрическом пространстве.
  - Для конечномерных евклидовых пространств подпространство является компактом тогда и только тогда, когда оно ограничено и замкнуто. Про пространства, обладающие таким свойством, говорят, что они удовлетворяют свойству Гейне — Бореля[10].
  - Лемма Лебега: для любого компактного метрического пространства и открытого покрытия {\displaystyle \{V_{\alpha }\},\ \alpha \in A} существует положительное число {\displaystyle r} такое, что любое подмножество, диаметр которого меньше {\displaystyle r}, содержится в одном из множеств {\displaystyle V_{\alpha }}. Такое число {\displaystyle r} называется числом Лебега.